# Resolutie 920 Veiligheidsraad Verenigde Naties
Resolutie 920 van de Veiligheidsraad van de Verenigde Naties werd unaniem aangenomen op 26 mei 1994. De resolutie verlengde de ONUSAL-waarnemingsmacht in El Salvador met een half jaar.

## Achtergrond
Begin jaren 1980 waren de landen Nicaragua, Honduras en El Salvador in conflict met elkaar. In Nicaragua voerden allerlei groeperingen een gewapende strijd tegen de overheid. Die groeperingen werden heimelijk gesteund door de Verenigde Staten. Het laatstgenoemde land ging ook een overeenkomst aan met Honduras tegen communistische bewegingen in Nicaragua en El-Salvador.
In El Salvador was een burgeroorlog uitgebroken tussen de overheid en de communistische beweging FMLN. Rond 1990 werd er onderhandeld over vrede, wat in 1992 leidde tot de Vrede van Chapultepec.

## Inhoud

### Waarnemingen
De Veiligheidsraad was tevreden over de succesvolle afloop van het verkiezingsproces in El Salvador, ondanks enkele problemen. Ook waren de akkoorden tussen El Salvador en het FMLN volledig uitgevoerd en was grote vooruitgang geboekt in de nationale verzoening zoals de herintegratie van het FMLN in het politieke leven. Wel was er bezorgdheid over enkele vertragingen, zoals bij de nieuwe politie, de overdracht van land, de herintegratie van ex-strijders en aanbevelingen van de waarheidscommissie. Wel was men tevreden over het akkoord over een tijdsschema voor de belangrijkste kwesties. De VN-waarnemingsmissie ONUSAL was vitaal voor het vredesproces.

### Handelingen
Het feit dat beide verkiezingsrondes vrij, competitief en veilig verliepen werd verwelkomd. Er was nog wel bezorgdheid omdat belangrijke delen van de vredesakkoorden slechts deels uitgevoerd werden. Alle betrokkenen werd opgeroepen om alle belemmeringen van de uitvoering van het landoverdrachtsprogramma weg te nemen en de herintegratie van ex-strijders te versnellen. Ook de aanbevelingen van de waarheidscommissie moesten tijdig worden uitgevoerd.
Secretaris-generaal Boutros Boutros-Ghali werd gevraagd om de Veiligheidsraad op de hoogte te houden over de uitvoering van de akkoorden en de naleving van het tijdsschema en tegen 31 augustus te rapporteren. Alle landen en internationale instellingen werden gevraagd bij te dragen.
De Veiligheidsraad besloot het mandaat van ONUSAL te verlengen tot 30 november. De secretaris-generaal werd gevraagd tegen 1 november te rapporteren over de voltooiing van het mandaat en de modaliteiten voor de terugtrekking, alsook de voorbereiding van de periode na ONUSAL.

## Verwante resoluties
- Resolutie 832 Veiligheidsraad Verenigde Naties (1993)
- Resolutie 888 Veiligheidsraad Verenigde Naties (1993)
- Resolutie 961 Veiligheidsraad Verenigde Naties
- Resolutie 991 Veiligheidsraad Verenigde Naties (1995)

Lijst ·  893 ·  894 ·  895 ·  896 ·  897 ·  898 ·  899 ·  900 ·  901 ·  902 ·  903 ·  904 ·  905 ·  906 ·  907 ·  908 ·  909 ·  910 ·  911 ·  912 ·  913 ·  914 ·  915 ·  916 ·  917 ·  918 ·  919 ·  920 ·  921 ·  922 ·  923 ·  924 ·  925 ·  926 ·  927 ·  928 ·  929 ·  930 ·  931 ·  932 ·  933 ·  934 ·  935 ·  936 ·  937 ·  938 ·  939 ·  940 ·  941 ·  942 ·  943 ·  944 ·  945 ·  946 ·  947 ·  948 ·  949 ·  950 ·  951 ·  952 ·  953 ·  954 ·  955 ·  956 ·  957 ·  958 ·  959 ·  960 ·  961 ·  962 ·  963 ·  964 ·  965 ·  966 ·  967 ·  968 ·  969